# Euopius lossis
Euopius lossis är en stekelart som beskrevs av Fischer 1980. Euopius lossis ingår i släktet Euopius och familjen bracksteklar. Inga underarter finns listade i Catalogue of Life.